# Grækenlands gældskrise
Grækenlands gældskrise  (også kendt som den græske depression) er en del af den europæiske gældskrise, der blev udløst af den store recession. Grækenland blev ramt særligt hårdt på grund af strukturelle svagheder i økonomien kombineret med mange års gældsætning som følge af konstante underskud i statsregnskabet.

## Baggrund
Grækenland havde høj vækst i midten af 2000'erne, men i 2008 faldt væksten, og i 2009 blev væksten negativ. I foråret 2010 viste det sig, at flere græske regeringer havde udarbejdet misvisende økonomiske statistikker. Dette var sket for at fastholde Grækenland som en del af Eurozonen.

## Krisens forløb
I slutningen af 2009 opstod der blandt landets kreditorer stærk frygt for, at landet ikke kunne opfylde sine gældsforpligtelser. Frygten udløste en tillidskrise på finansmarkederne og deraf følgende udvidelse af rentespændet mellem græske og andre Eurozonelandes – ikke mindst tyske - statsobligationer og forøgede udgifter til risikodækning.
I april 2010 afslørede analyser, at Grækenland havde været i recession i flere kvartaler i 2007, 2008 og 2009, og at statsgælden i 2010 måtte forventes at stige fra 127% til 146% af BNP. Kreditvurderingsbureauer reagerede ved at nedgradere græske statsobligationer til junk-bond-status på grund af forøget risiko for en statsbankerot. Obligationsrenten steg yderligere, og det private kapitalmarked trak sig, så finansieringskilderne stort set tørrede ud.
2. maj 2010 reagerede Eurolandene, Den europæiske Centralbank (ECB) og Den internationale Valutafond (IMF) – som senere kaldtes Trojkaen – ved at at yde et kriselån på 110.000.000.000 EUR. Dette lån skulle dels forhindre en statsbankerot, dels sikre Grækenlands likviditet frem til juni 2013. En forudsætning for lånet var, at landet gennemførte økonomiske stramninger, strukturreformer og privatiseringer.
Allerede året efter var recessionen forværret, samtidig med at den græske regering ikke i forventet omfang havde gennemført de aftalte stramninger. Der var behov for at tilføre yderligere 130 mia. EUR, medregnet en kapitaltilførsel på 48 mia. EUR til de private banker. Samtidig måtte private kreditorer indgå en aftale, der indebar forlængelse af løbetiderne, lavere renter og en nedskrivning af den nominelle gæld med 53,3%. Det samlede program blev vedtaget og underskrevet i februar 2012. De nu 240 mia. EUR skulle udbetales i jævnlige portioner frem til december 2014.
I december 2012 måtte trojkaen acceptere yderligere gældslettelser, da recessionen forværredes, og regeringen var kommet yderligere bagud med strukturændringer og privatiseringer. Samtidig forøgede IMF långivningen med 8,2 mia. EUR.
Endnu en gennemgang af støtteprogrammet, den fjerde, i april 2014 viste, at nogle uventede huller i finansieringen var undervejs. Takket være udsigt til forbedringer i økonomien, bl.a. en stigning i BNP og et fald i arbejdsløsheden, kunne regeringen atter gå ud på lånemarkederne og sælge statsobligationer i et omfang, der dækkede likviditetsunderskuddet 2014.
Men i 4. kvartal 2014 vendte recessionen tilbage, bl.a. på grund af den politiske usikkerhed, der opstod, da regeringen blev tvunget til at udskrive parlamentsvalg, fordi det ikke var lykkedes at gennemføre et planlagt præsidentvalg i parlamentet. Den ny regering, ledet af SYRIZA, nægtede i overensstemmelse med sit valggrundlag at respektere de betingelser, under hvilke den foregående ND-regering havde indgået aftaler med långiverne. Det fik Trojkaen til at indstille de planlagte yderligere støtteforanstaltninger, indtil regeringen enten accepterede indgåede aftaler eller lykkedes med at lave nye aftaler med landets kreditorer. Striden skabte en usikkerhed, der forplantede sig som forværrelser af likviditeten såvel hos staten som i det finansielle system, nedgang i aktiekurserne på børsen i Athen, samt kraftig stigning i renten på statsobligationer, som igen ikke var til at sælge, så staten ad den vej kunne få penge i kassen.
Under indtryk af en truende statsbankerot og deraf sandsynlige udtræden af Eurozonen forsøgte regeringen i maj 2015 at indgå en aftale med Trojkaen om nogle ændrede vilkår, som grækerne ville kunne overholde og således få udbetalte de indefrosne låneportioner. Disse forhandlinger skulle afsluttes med et positivt resultat inden udgangen af juni samme år. Det forventedes, at grækerne ville få brug for endnu et støtteprogram fra 1. juli 2015. Trojkaen meddelte, at dette forudsatte, at det eksisterende program blev gennemført. Finansminister Gianis Varoufakis mente 19. maj, at det ville falde på plads ”indenfor én uge”, mens den tyske kansler, Angela Merkel, og Frankrigs præsident François Hollande iflg. den græske avis Kathimerini, fandt, at det gik for langsomt med at nå en aftale.
Den græske regering meddelte umiddelbart inden hjælpepakkens udløb, at der ville blive afholdt folkeafstemning den 5. juli 2015  om de vilkår som ECB og Eurogruppen havde stillet som betingelse for en aftale om forlængelse. Vilkårene blev dog trukket tilbage af ECB inden folkeafstemningen. Grækenland misligholdt sine forpligtelser over for ECB, da landet undlod at betale afdrag på gælden den 1. juli 2015. Ved folkeafstemningen den 5. juli stemte ca. 61% af de græske vælgere nej til (det tilbagetrukne) reformkrav som vilkår for en forlængelse af lånene. Valgdeltagelsen var på ca. 62%.

## Sparepakker
Med henblik på at hindre krisen i at føre til statsbankerot har den græske regering forpligtet sig til at gennemføre flere sparepakker. Disse pakker har givet store nedskæringer, der blandt andet består af en slankning af den offentlige sektor, højere pensionsalder samt reducerede lønninger og sociale ydelser. Reformerne er krav som EU og IMF har stillet for at give akutte lån til landet. Sparepakkerne har udløst massive demonstrationer i Grækenland. 
Der er vedtaget i alt fem sparepakker. 
- Første sparepakke er fra marts-april 2010.
- Anden sparepakke (den økonomiske beskyttelseslov) er fra maj 2010.
- Tredje sparepakke er fra juni 2011.
- Fjerde sparepakke ("mesoprothesmo" eller "halvtidsplanen") er fra september 2011.
- Femte sparepakke er fra februar 2012.